# Hypolophozia dusenii
Hypolophozia dusenii là một loài rêu tản trong họ Jungermanniaceae. Loài này được (Stephani) Bakalin, Vadim A. mô tả khoa học lần đầu tiên năm 2005.